# Bergsprivilegium
Bergsprivilegium var från medeltiden bergsmännens privilegiebrev, den rätt och de skyldigheter som bergsmän och bergsfrälse fick av kronan med deras bergsregale för att utvinna malm på sina hemman. Bergsprivilegierna upphävdes 1859 då bergshanteringen blev fri i Sverige. Vid sidan av bergsprivilegierna fanns bergsordningar som reglerade bergsbruket juridiskt.
Bergsprivilegier har i Sverige utfärdats sedan 1300-talet, till bland annat Östra och Västra berget i Närke (Lekebergslagen, Lerbäcks- och Nora bergslag), Stora Kopparbergets bergslag, Åtvidabergs bergslag och Gästriklands bergslag, och reglerade bergsmännens och kronans förhållande vad beträffar rätten till inkomsten av bergsbruket. Bergsprivilegierna utgjorde grunden för bergslagen som bildades på medeltiden. I de äldsta privilegiebreven nämns bergsfriden (asylrätten), som tillgodosåg gruvorna med arbetskraft av fångar.
Den grundläggande orsaken till privilegierna var flera så kallade regale, i första hand bergsregalet: kronan ägde alla fyndigheter, och bergsmännen hade endast, via privilegiebrevet, nyttjanderätt. Bergsprivilegierna gjorde nyttjanderätten till en plikt att utvinna malm från gruvan och framställa säljbart tackjärn. I utbyte mot att de bröt kronans malm på marken fick de behålla en del av inkomsten. Privilegierna reglerade också kronans strömregale och gav bergsmännen rätt att förfoga över vattenkraft till sina hyttor och hammare, och kontinuerligt upplät kronan sitt skogsregale så att bergsmännen skulle ha möjlighet att framställa den nödvändiga kolen. Dock kom dessa privilegier att kontrolleras och beviljas av lokala tjänstemän i kronans tjänst, framför allt bergmästardömets bergmästare.
Privilegierna för de olika bergslagen skilde sig åt. Som regel fick bergslagen bara framställa tackjärn, men Gästriklands bergslag fick dessutom förädla tackjärnet till stångjärn, något som de andra bergslagen tvingades överlåta till järnbruken. De första privilegierna innefattade som regel att bergsmännen inte hade plikt att hålla kronan med soldater, vilket under indelningsverket alla andra bönder var förpliktade till. Andra bofasta i Bergslagen hade knekthållning till Bergsregementet; bergsprivilegierna gällde bara de som ingick i själva bergslaget.
Vidare reglerade privilegiebrevet skattesatsen som bergsmännen skulle betala kronan för tackjärnet, samt under vilka former deras bergsmanshemman fick överlåtas. Där också reglerades bergsrättens juridiska instanser, samt beslutades om marknadsdagar. Täkterätten, rätten att röja ny mark och låta den gå i arv, är ett av bergsprivilegierna och gällde även fångarna med bergsfrid.
Ordet bergsfrälse är mångtydigt. Under medeltiden fanns ett slags adelsstånd vid bergsverken som sysslade med ädelmetaller vid Stora Kopparberget och Åtvidaberg, som kallas bergsfrälse i källmaterialet. Dessa behövde liksom annat frälse inte betala skatt till kronan för sin mark. Däremot skattade de för malmen. Många av dessa släkter kom sedermera att få adelsbrev med hänvisning till sitt gamla frälse. De kom efter Gustav Vasa att kallas bergsadel, och bergsfrälse kom samtidigt att betyda att vissa hemman fick frälsenatur för att stimulera bergsbruket. Liknande frälsenatur förekom i andra sammanhang, till exempel när kronan ville gynna upptagande av ödeshemman, och innebar inte att dess innehavare tillhörde adeln. Bergsadel blev heller aldrig ett riktigt etablerat begrepp i Sverige. I ett bevarat adelsbrev, utfärdat av Gustav II Adolf, finns dock beteckningen för bergsmannen Kristoffer Olofsson vid Kopparberget. Det bergsfrälse som sedan utvecklades var inte heller av personlig natur. Den bestod av att den som innehade bergsfrälset var befriad från rusttjänst, kronotionde med mera, och gällde även täktekarlarna vilka hade oavlönat arbetstvång. 
Bergsprivilegierna å andra sidan innebar inte fullständigt frälse, utan vissa lättnader. Det kunde röra sig om rätten att slippa tull vid handel inom ett område, eller skatteunderlättnader. Efter hand förändrades privilegierna. På 1680-talet blev bergslagen i Finspång tvingade till rusttjänst, men de behövde bara utrusta hälften så många soldater som vanliga hemmansägare. Dessa bergssoldater var dock inte verksamma i den reguljära armén, utan vid bergverken som beskydd (se bergsknekt).